# Jacques Leroy (SS)
Jacques Leroy (Binche, 10 september 1924 - Siegsdorf Beieren, 5 augustus 1996) was een Belgisch vrijwilliger in de Waffen-SS. Hij werd gedecoreerd met het Ridderkruis van het IJzeren Kruis.

## Levensloop
Hij werd in april 1945 tot SS-Untersturmführer der Waffen-SS (tweede luitenant) bevorderd. Op 8 augustus 1944 verwierf hij het IJzeren Kruis 2e Klasse. Op 11 november van dat jaar volgde het IJzeren Kruis 1e Klasse.
Het Ridderkruis werd hem vlak voor de Duitse capitulatie, op 20 april 1945 toegekend. Hij was toen "SS-Untersturmführer and Führer 1.Kompanie / SS-Panzer-Grenadier-Regiment 69/28.SS-Freiwilligen-Panzer-Grenadier-Division "Wallonien" aan het Oostfront. Dat lag inmiddels diep in Duitsland zelf.
Over de voordracht van toekenning van een ridderkruis is in het geval van Jacques Leroy niets in het Duitse Nationale Archief in Koblenz te vinden. Fellgiebel veronderstelt in zijn boek over de ridderkruisdragers dat het hoofd van het Heerespersonalamt van de Wehrmacht (de personeelschef), generaal Wilhelm Burgdorf de onderscheiding zou hebben verleend. Dat is volgens de schrijver Ernst-Günther Krätschmer onwaarschijnlijk omdat de 28e SS Vrijwillige Grenadier Divisie Wallonien in maart en april 1945 in Pommeren en niet in de omgeving van Berlijn vocht.
Duitsland verkeerde op 20 april 1945, op de verjaardag van Hitler, in chaos en de verbindingen waren ernstig verstoord. Op de 21e april was Berlijn totaal omsingeld door Russische troepen.
De Vereniging van Ridderkruisdragers (AKCR) heeft Jacques Leroy als lid toegelaten. Zij waren tevredengesteld met de getuigenis van SS-Hauptsturmführer Roger Wastiau, de voormalige adjudant van de divisiecommandant en de divisiecommandant zelf die in 1957 respectievelijk 1973 verklaarden dat Jacques Leroy met het ridderkruis was gedecoreerd. De deskundige auteur Walther-Peer Fellgiebel vond de getuigenissen zeer twijfelachtig. Hij gebruikte het woord "Quatsch". Ernst-Günther Krätschmer accepteerde deze lezing wel.
Het ridderkruis van Jacques Leroy werd op 8 december 1973 in een attest bevestigd door mede-ridderkruisdrager en aanvoerder van de Waalse Waffen-SS'ers Léon Degrelle.
In de verwarring van de ondergang van het Derde Rijk en door de vernietiging van archieven en documenten kan over het ridderkruis van Jacques Leroy niets met absolute zekerheid worden gezegd.
Jacques Leroy droeg ook de Nahkampfspange in brons en later in zilver. Op foto's uit de oorlog draagt hij nog meer onderscheidingen.
Hij werd in Siegsdorf bij Rosenheim in Duitsland begraven.

## Militaire loopbaan
- SS-Sturmmann der Waffen-SS: november 1943[2]
- SS-Oberscharführer der Waffen-SS:[2]
- SS-Untersturmführer der Waffen-SS: april 1945[2]

## Decoraties
- Ridderkruis van het IJzeren Kruis op 20 april 1945 als SS-Untersturmführer en Führer 1.Kompanie / SS-Panzer-Grenadier-Regiment 69 / 28. SS-Freiwilligen-Panzer-Grenadier-Division “Wallonien”, Oostfront[2]
- IJzeren Kruis 1939, 1e Klasse (11 november 1944) en 2e Klasse (8 augustus 1944)[2]
- Nahkampfspange in zilver[2]
- Storminsigne van de Infanterie[3]
- Gewondeninsigne 1939 in zilver[3]